# وی‌ویانیت
وی ویانیت  (به انگلیسی: Vivianite) با فرمول شیمیایی Fe3[(PO4)]2.8H2O از مجموعه کانی هاست و باچاقوبریده می‌شود-ورقه‌های آن قابل انعطاف می‌باشد- کانی مشابه آن لازوریت است. از نام کانی‌شناس انگلستانی J.G.Vivian گرفته شده‌است. محلول در اسیدها- درشعله قرمز می‌شود و یک پرل کوچک مگنتیک می‌شود. FeO:۴۲٫۹۶٪  P2O۵:۲۸٫۳۱٪  H2O:۲۸٫۷۳٪  آبی تیره تبدیل می‌شود. برای اولین بار در ژاپن کشف شد و از نظر شکل بلور: منشوری - تابولار - ایزومتریک، شفافیت: نیمه شفاف - کدر(اپاک)، شکستگی: نامساوی - نامنظم، جلا: شیشه‌ای - صدفی - مات، رخ: عالی، سیستم تبلور: مونوکلینیک و در رده‌بندی فسفات   و منشأ تشکیل آن ثانوی است.
همایند کانی‌شناسی (پارانژ) آن لازوریت- سیدریت- لیمونیت و غیره است.
کاربرد آن: رنگ‌کننده، از نظر ژیزمان بلوری - آگرگاتهای رشته‌ای، نودولار، خاکی و شعاعی فراوان است و بیشتر در آلمان غربی، انگلستان، چک اسلواکی، یوگسلاوی، بولیوی و آمریکا یافت می‌شود.

## نگارخانه

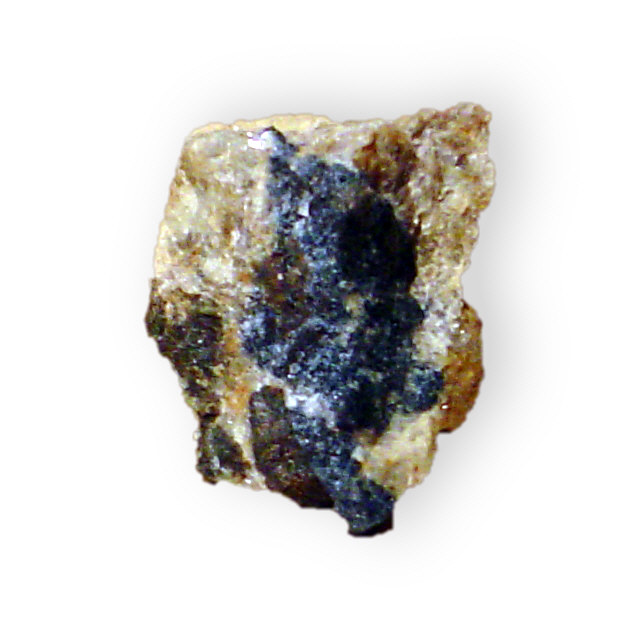